# Zuttiyeh

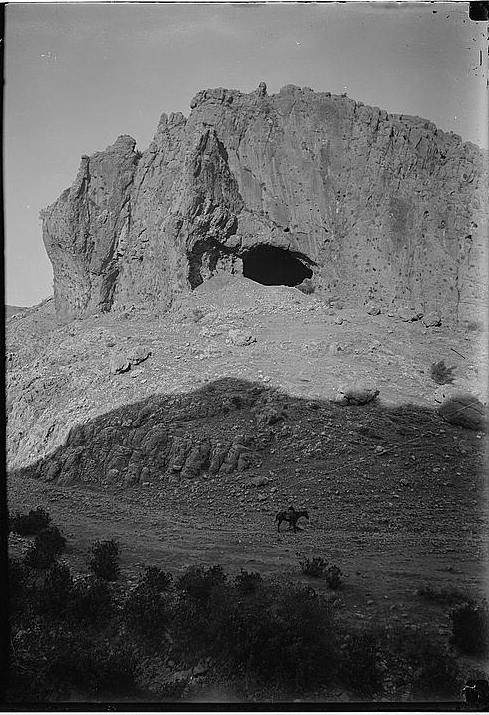
Imagen de la década de 1930 mostrando la entrada de la cueva de Zuttiyeh, Galilea.

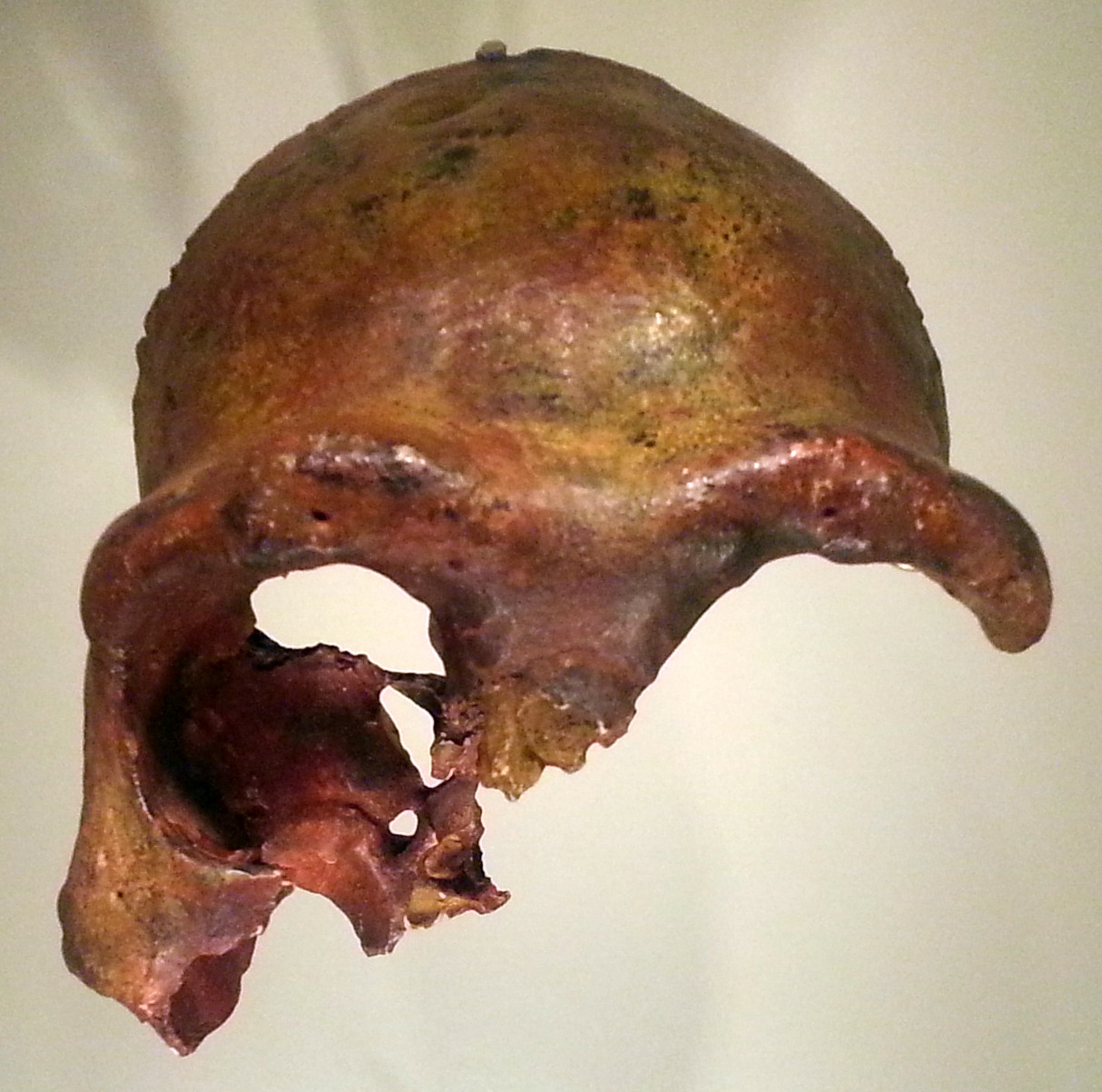
Hombre de Galilea, Museo de Israel.

La Cueva de Zuttiyeh en hebreo: מערת זוטייה‎ Mugharet-el-Zuttiyeh, es un yacimiento prehistórico en Galilea, Israel. Está situada a 800 m de Wadi Amud, aproximadamente 30 m por encima del lecho del wadi, 148 m bajo el nivel del mar. Se encontró allí un fósil que hoy se conoce como Hombre de Palestina u Hombre de Galilea, el primer homínido antiguo fosilizado encontrado en el occidente de Asia. 
La cueva fue excavada en 1925 y 1926 por Francis Turville-Petre, quien descubrió el llamado cráneo de Galilea, que inicialmente fue descrito como otro espécimen de neandertal, atribuido a una cultura musteriense, del tipo Jabroudian. 

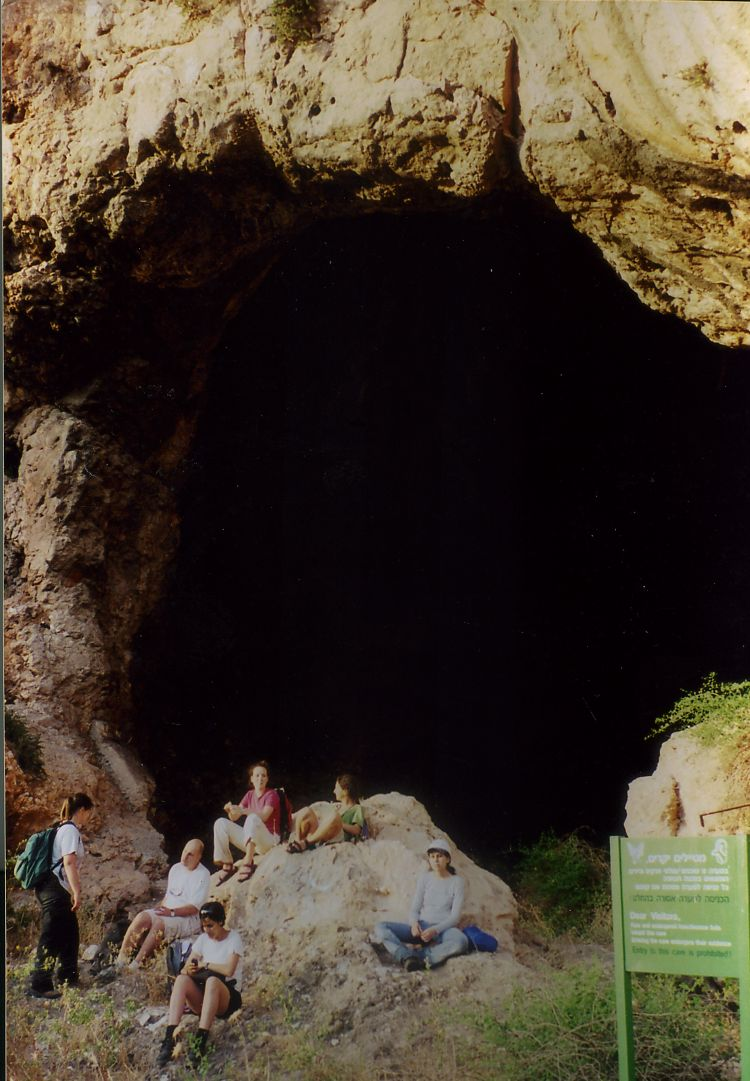
Entrada a la cueva de Zuttiyeh, Galilea.

Estudios posteriores mostraron que el rostro es relativamente plano, sin evidencia de características neandertales, como el prognatismo facial. Algunos expertos consideran que se trata de un cráneo de Homo heidelbergensis tardío.
El hueso frontal y la parte superior del rostro fueron encontrados en el nivel Mugharan, por lo que se ha estimado la edad de los fósiles entre 350 000 y 250 000 años AP, aunque ha sido datado por termoluminiscencia en 148 200 ± 6000 AP.